# Segunda Esquadra
La Segunda Esquadra és la principal comissaria de Bissau, la capital de Guinea Bissau.

## Condicions
El 7 d'octubre de 2008 s'hi van verificar diverses violacions dels drets humans per la Oficina de les Nacions Unides pel Suport a la Consolidació de la Pau a Guinea Bissau. Consistien en instal·lacions inadequades amb manca de nivells mínims de vida; manca d'aigua i aliments. Es van fer diverses recomanacions, incloent l'adopció de mecanismes per a la provisió d'aigua i aliments i el tancament de les cel·les de detenció subterrànies.

## Notables detingutss
- Marcelino Lopes Cabral, antic ministre de defensa.[1]
- Zinha Vaz, membre de l'Assemblea Nacional Popular de Guinea Bissau.[1]